# Sąsiedzi z piekła rodem: Słodka zemsta
Sąsiedzi z piekła rodem: Słodka zemsta (niem. Böse Nachbarn: Rache ist ein süsses Spiel) – gra komputerowa stworzona i wydana przez wytwórnię JoWooD Productions, w której gracz ma poprzez robienie psikusów i różnych dowcipów, doprowadzić swojego sąsiada do wściekłości i jednocześnie nie zostać przy tym zauważonym. Światowa premiera gry odbyła się w czerwcu 2003 roku, zaś polska – w lipcu 2004 roku.

## Opis fabuły
W tej grze gracz wciela się w Woody’ego, którego zadaniem jest doprowadzenie pana Rottweilera do szału poprzez robienie kawałów. Gracz musi uważać, żeby sąsiad tego nie zauważył. Gra składa się z 14 poziomów: 6 w I sezonie, 4 w II sezonie oraz 4 w III sezonie.

## Wstęp fabuły
W centrum miasta stoi blok mieszkalny. Na jednym z jego pięter mieszka starszy bogacz i jego 25-letni syn Woody. Ich spokojne życie zostaje nagle zakłócone, gdy z góry rozlega się hałas. Milioner, ojciec Woody’ego, jest bardzo zdziwiony, więc prosi syna, aby sprawdził, co się dzieje piętro wyżej. Woody idzie na górę i z przerażeniem odkrywa, że do znajdującego się tam mieszkania wprowadził się nowy lokator, pan Rottweiler. Nasz bohater nie jest tym zachwycony i planuje srogą zemstę. Musi doprowadzić wroga do białej gorączki.

## Postacie

### Pierwszoplanowe
- Woody – główny bohater gry, syn spadkobiercy. Ma 25 lat i 168 cm wzrostu, nosi szafirowy sweter z białym i czerwonym pasem na klatce, białe dżinsy i brązowe buty. Potrafi robić kawały (często absurdalne) swojemu sąsiadowi.
- Pan Rottweiler (Sąsiad) – sąsiad Woody’ego. Ma 173 cm i jest w średnim wieku. Ubrany jest w podkoszulek, zielone spodenki i różowe klapki. Nienawidzi Woody’ego ze wzajemnością.

### Drugoplanowe
- Azor – pies Sąsiada, który może doprowadzić sąsiada do szału.
- Chili – papuga Sąsiada, która spełnia rolę zwierzątka domowego.